# C incorporado
Embarcado C é um conjunto de extensões de linguagem para a linguagem de programação C pelo Comitê de Padrões C (C Standards Committee) para tratar de questões comuns que existem entre extensões C para diferentes sistemas embarcados .
A programação Embarcado C geralmente requer extensões não padronizadas para a linguagem C a fim de oferecer suporte a recursos de microprocessador aprimorados, como aritmética de ponto fixo, vários bancos de memória distintos e operações básicas de E/S . O Comitê de Padrões C produziu um Relatório Técnico, revisado mais recentemente em 2008  e revisado em 2013,  fornecendo um padrão comum para todas as implementações aderirem. Ele inclui vários recursos não disponíveis no C normal, como aritmética de ponto fixo, espaços de endereço nomeados e endereçamento básico de hardware de E/S. Embarcado C usa a maior parte da sintaxe e semântica do C padrão, por exemplo, função main(), definição de variável, declaração de tipo de dados, declarações condicionais (if, switch case), loops (while, for), funções, arrays e strings, struct e union, operações de bit, macros, etc. 